# Hitman: Codename 47
Hitman: Codename 47 is een computerspel voor Windows, en het eerste deel uit de Hitman-spellenserie. Het spel is ontwikkeld door IO Interactive en Eidos Interactive.
Van het spel waren in 2002 meer dan 600.000 exemplaren verkocht.

## Verhaal
Het spel draait om Agent 47, een uitzonderlijk goed getrainde huurmoordenaar, kortweg wordt hij vaak aangesproken als '47'. Agent 47 is gekloond in een laboratorium in Roemenië op basis van de genen van vijf hooggeplaatste leiders en criminelen, die allemaal hun DNA hebben afgestaan aan Dr. Otto Wolfgang Ort-Meyer. Dr. Ort-Meyer onderhoudt een geheim laboratorium onder zijn psychiatrische instelling gespecialiseerd in het klonen van huurmoordenaars, om zich te beschermen tegen mensen of organisaties die tegen het klonen van mensen zijn.
Hitman of '47' is gebrandmerkt met een streepjescode '640509-040147' op zijn achterhoofd. Hij werd getraind in verschillende manieren om mensen te executeren. De kenmerkende wapens uit zijn wapenarsenaal zijn een set roestvrijstalen AMT Hardballers, de Walther WA 2000 scherpschutter en een glasvezeldraad dat hij gebruikt om mensen geluidloos te wurgen. Vele andere wapens zijn te verdienen door het slagen van missies.
Het spel Hitman: Codename 47 verhaalt dat Agent 47 op een dag uitbreekt uit het laboratorium waar klonen worden gemaakt. Daarna wordt er contact met 47 opgenomen door de "International Contract Agency", "The Agency" of kortweg "ICA". Dit besloten agentschap is een Europese organisatie die wereldwijd actief is, en als tussenpersoon speelt tussen cliënten en huurmoordenaars. Door de reputatie die Agent 47 heeft opgebouwd, executeert hij alleen invloedrijke personen in opdracht van The Agency. Moraliteit speelt voor The Agency geen rol, en beschouwt de huurmoorden-markt als ieder ander.

## Spelervaring
Het spel speelt zich af vanuit het perspectief van een third-person shooter, maar de besturing is gelijk aan die van een first-person shooter. De bewegingen van het personage 47 zijn beperkt tot lopen, en strafing. De speler kan ook om een hoekje kijken door 47 naar links en rechts te laten leunen. 47 kan op ladders klimmen om bij hogerop gelegen niveaus te komen. Hij kan niet springen (tenzij je "cheat codes" gebruikt).
De bewegingen die 47 maakt veroorzaken geluid, waardoor computergestuurde tegenstanders hem kunnen vinden. Om toch onopgemerkt rond te lopen kan de speler de sluip functie gebruiken, waardoor 47 gaat kruipen en zo praktisch onzichtbaar is en geen geluid maakt. Op deze manier kan de speler 47 ook een wapen laten pakken zonder lawaai te maken. Als de speler 47 een wapen laat pakken zonder gebruik van de sluipfunctie, zal dit alle andere personages in de directe omgeving aantrekken.
Een cursor op het scherm laat de speler zien waar 47’s aanval terecht zal komen. De HUD bevat een gezondheidsmeter, munitiemeter, kevlar-meter en geeft aan welk voorwerp momenteel is geselecteerd. Soms verschijnen er berichten op de HUD, bijvoorbeeld als 47 een doel voltooid heeft.

### Vermommingen
Vermommingen spelen een grote rol in Hitman. Elke keer als 47 een tegenstander doodt of uitschakelt, kan hij diens kleren pakken en zich als die persoon vermommen. Dit is nodig om bepaalde gebieden binnen te kunnen gaan. Als 47 zich vermomt, laat hij zijn oude kleren op de plek waar hij zich omkleedt liggen. De speler kan deze kleren later terughalen.
De speler kan gedode of bewusteloze personages verplaatsen door ze naar een ander plek te slepen. Dit is nodig om lichamen buiten het zicht van andere personages te verstoppen. Als het lichaam van de persoon als wie 47 zich heeft vermomd wordt gevonden, heeft de vermomming geen effect meer.

### Wapens
47's wapenarsenaal bestaat uit een groot aantal vuurwapens voor zowel lange als korte afstand. Verder bezit hij een 'wurgkoord' (ook wel "Fiber Wire" genoemd) en een mes. De vuurwapens verschillen sterk in effectiviteit en nauwkeurigheid. Een speciaal vuurwapen is het sluipschutter geweer, dat altijd eerst in elkaar moet worden gezet voordat 47 het kan gebruiken.

### Levels
Elk level speelt zich af in een open omgeving, welke gevuld is met burgers en gewapende wachters. Het doel van elk level is doorgaans het vinden van het volgende doelwit, en deze elimineren op wat voor manier dan ook. Het is vaak niet mogelijk dit doelwit rechtstreeks te benaderen zonder achterdocht te wekken.
- Level 00 - Tutorial - Trainingslevel, waar Dr. Ort-Meyer aan 47/de speler de verschillende functies in het spel uitlegt, zoals wapengebruik of hoe de Piano Wire werkt.
- Level 01 - Kowloon Triads in Gang War - 47's eerste klus in Hong Kong, hij moet een onderhandelaar van de Red Dragon Triad vermoorden.
- Level 02 - Ambush at the Wang Fou Restaurant - 47 moet een vertegenwoordiger en alle aanwezige leden van de Blue Lotus Triad vermoorden, om het te laten lijken dat de Red Dragon Triad het deed als wraakactie.
- Level 03 - The Massacre at Cheung Chau Fish Restaurant - 47 moet alweer een onderhandelaar van de Red Dragon Triad, en een korpschef van de Hong Kongse politie uitschakelen, en het laten lijken alsof de Blue Lotus Triad het gedaan heeft.
- Level 04 - The Lee Hong Assassination - De laatste missie in Hong Kong. 47 krijgt van het ICA de opdracht om Lee Hong te vermoorden, een beeldje van hem te stelen, en ook een andere agent van de ICA, Agent Carlton Smith, te bevrijden.
- Level 05 - Find the U'Wa Tribe - ICA stuurt 47 naar de Colombiaanse jungle voor een klus: drugsbaron Pablo Ochoa vermoorden. In de jungle moet hij eerst een religieus idool (een gouden standbeeldje) uit een gecrasht vliegtuig terugbrengen aan de lokale (en ook in het echte leven bestaande) stam genaamd de U'Wa, die dan vertellen hoe 47 dicht bij Pablo kan komen.
- Level 06 - The Jungle God - Een kort level, 47 moet een manier vinden om langs de Jungle God (een jaguar) te komen, om dan een geheime tunnel binnen te gaan die hem naar het kamp van Pablo Ochoa brengt.
- Level 07 - Say Hello to My Little Friend - 47 bereikt eindelijk het kamp van de drugsbaron Pablo Ochoa, vermoord hem, en blaast ook zijn drugslab op.
- Level 08 - Traditions of the Trade - Een Oostenrijkse terrorist genaamd Franz Fuchs is van plan een chemische bom af te laten gaan op een VN-conferentie in het Gallàrd-hotel in Budapest. ICA stuurt 47 om hem uit te schakelen, en zijn chemische bom in beslag te nemen.
- Level 09 - Gunrunner’s Paradise - Speelt af op de Rotterdamse haven. 47 moet wapenhandelaar Arkadij Jegorov vermoorden, en daarvoor moet hij een wapendeal sluiten tussen de voorman van Jegorov's bende, Ivan Zilvanovitch en de motorbende "Flaming Windmills". ICA begint echter een vreemd patroon te vinden in de moorden die 47 verricht: alle doelen van hem hebben samen in het Frans Vreemdelingenlegioen gezeten, wat Diana Burnwood, 47's controller, opmerkt als zeer opvallend.
- Level 10 - Plutonium Runs Loose - Het Agentschap heeft dankzij de GPS-tracker die 47 in de koffer van de wapendeal verborgen heeft het schip van Arkadij gevonden. Er blijkt echter een probleem: er zit mogelijk een kernbom aanboord het schip!
- Level 11 - The Setup - Diana's zorgen waren terecht: alle moorden tot Plutonium Runs Loose waren van een dezelfde persoon, iets wat compleet tegen regels van het Agentschap is. 47 krijgt dan toch de opdracht om in het gekkenhuis van Dr. Ort-Meyer een van de dokters, Dr. Odon Kovacs, te vermoorden, maar Ort-Meyer wist dat, en belt dan de politie die het huis omsingeld.
- Level 12 - Meet Your Brother - Het laatste level. 47 neemt het besluit om Dr. Ort-Meyer te vermoorden, maar daarvoor moet hij eerst zich een baan door een reeks #48 klonen van zichzelf werken. 47 weet uiteindelijk Ort-Meyer te bereiken en hem neer te schieten, waarop een cutscene volgt waarin Ort-Meyer zijn laatste woorden uitspreekt:

"Y-you.. I... I should ha-have known... I didn't even recognize m-my own son. You broke my heart, my son. W-what good is a b-bulletproof vest, when death strikes from within?"
47 draait hierna de nek om van Ort-Meyer. Hierop eindigt het spel en loopt de aftiteling. Ort-Meyer's bloed vormt het illusieve Hitman-insigne op de grond. (iets wat op moderne PC's echter zwart in plaats van rood zal zijn vanwege een bug)

## Soundtrack
De soundtrack van het spel is gecomponeerd door Jesper Kyd, maar werd pas uitgebracht in 2005 tezamen met de soundtrack van Hitman 2: Silent Assassin. De soundtrack bestaat uit de volgende nummers:
1. Intro
2. Main Title (verlengde versie)
3. Hong Kong Themes
4. Jungle Exploration
5. Dark Jungle
6. Hotel Themes
7. Harbor Themes
8. Hospital Themes
9. Hotel Music (vroege demo)
10. Rainforest Music (vroege demo)
11. Atmosphere Demo
12. Main Title (originele vertraagde versie)

## Ontvangst
| Geaggregeerde scores | Geaggregeerde scores |
| Aggregeerder         | Score                |
| -------------------- | -------------------- |
| GameRankings         | 73,65%               |
| Metacritic           | 73/100               |